# Gordon Coppuck
Gordon Coppuck (ur. 8 grudnia 1936 roku w Fleet) – były pracownik brytyjskiego zespołu McLaren w Formule 1.

## Życiorys
Gordon Coppuck uczęszczał do gimnazjum Basingstoke zanim został uczniem National Gas Turbine Establishment. W 1965 roku z jego kolegą Robinem Herdem z National Gas Turbine Establishment zaczął pracować w Formule 1 w McLarenie jako asystenci. W 1971 roku stał się głównym projektantem w McLarenie, był odpowiedzialny za różne kategorie sportowe m.in. Indianapolis 500. Gdy połączył się z McLarenem z projektem Rona Dennisa w 1980 roku, Coppuck odszedł wracając w marcu tego samego roku. W 1981 roku założył zespół Spirit, który ścigał się w Formule 2 później w Formule 1, kierownikiem zespołu został John Wickham. Syn Coppucka, Frank Coppuck też jest wyścigowym projektantem samochodów.